# Азиаго

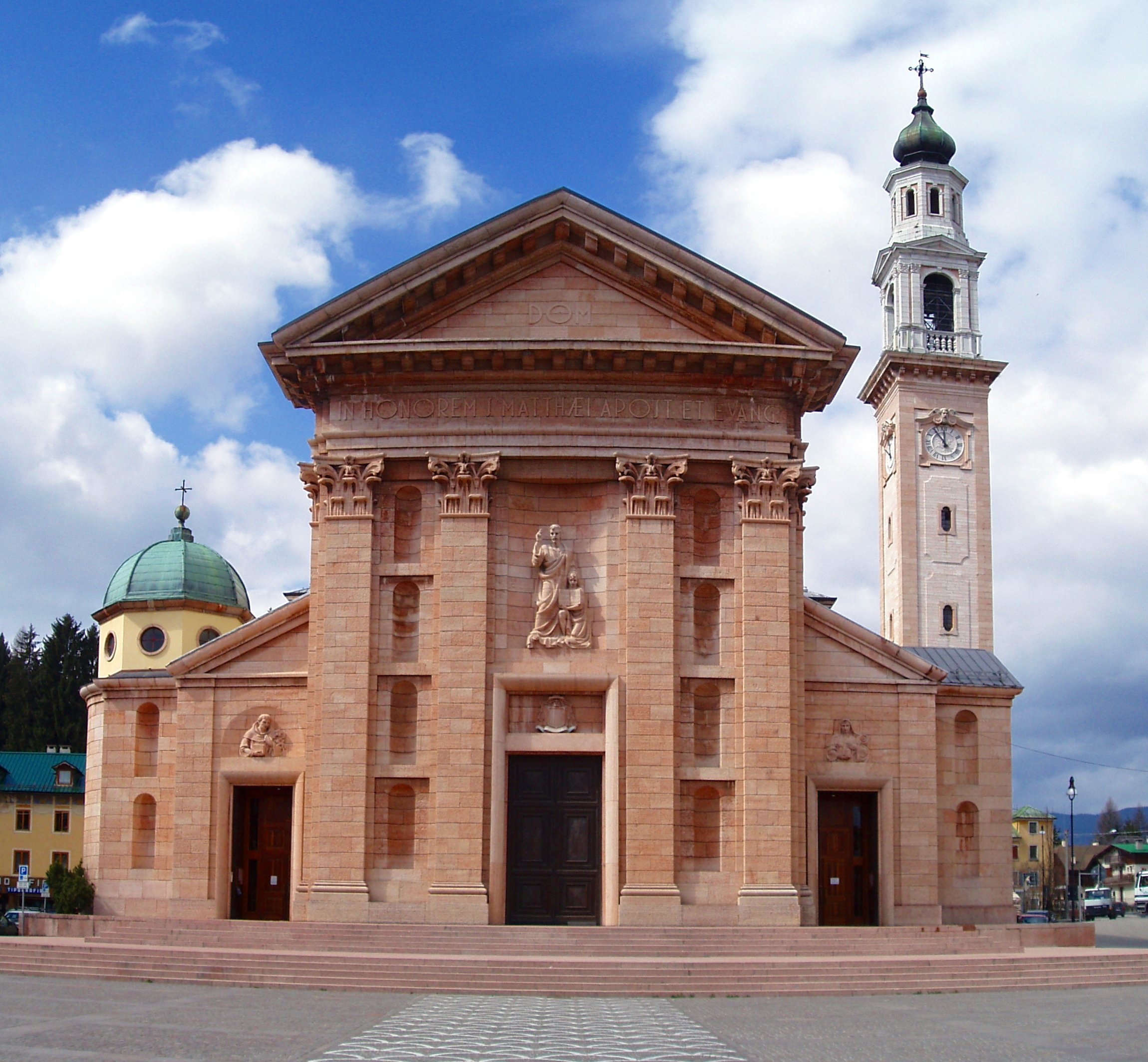
Собор Святого Маттео

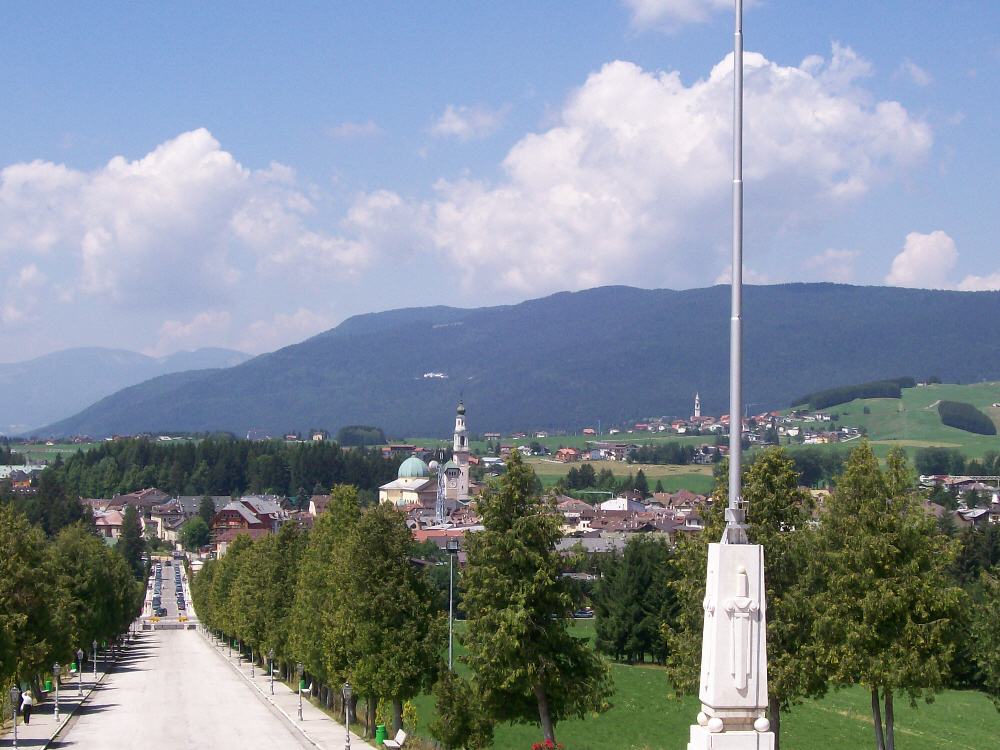
Панорама Азиаго

Азиаго, Асиаго, Асьяго (итал. Asiago, вен. Axiago, нем. Schlege, Schläge, Schlägen, цимбр. Sleghe, Sleeghe [ˈzle:gə]) — город и коммуна в Италии, располагается в провинции Виченца области Венеция.
Население составляет 6758 человек (на 2005 г.), плотность населения — 40 чел./км². Занимает площадь 162 км². Почтовый индекс — 36012. Телефонный код — 00424.
Покровителем города считается Левий Матфей. Праздник города ежегодно отмечается 21 сентября.

## История
Город Азиаго впервые упоминается в 1204 году как Axiglagum. В XIII—XVIII веках город был столицей Федерации Семи Общин на юге Тироля (Азиаго, Роана, Ротцо, Энего, Фодза, Галлио, Лузиана). Федерация была провозглашена в 1310 году, de facto же существовала ещё с 1259 года. 20 февраля 1404 года Федерация Семи Общин объявила о присоединении к Венецианской республике, которая, со своей стороны, гарантировала их привилегии в течение следующих четырёх сотен лет. Соблюдалась гарантия чуть дольше: 403 года. Федерация была ликвидирована «наглой волею» Наполеона I — по его приказу в 1807 году. На Венском конгрессе справедливость не была восстановлена — и территория Федерации отошла к Австрийской империи. 21 октября 1866 года, после поражения Австрии, территория Федерации Семи Общин была присоединена к Итальянскому королевству. Ныне она известна как «Семь муниципалитетов Плато».
В Первую мировую войну 18-19 мая 1916 года в Азиаго шли жестокие итало-австрийские бои, и в городе почти не осталось целых зданий.
В годы Второй мировой войны горцы «Семи муниципалитетов Плато» служили главным образом в дивизиях Альпийских стрелков. Среди них — уроженец Азиаго, старший сержант Марио Ригони-Стерн, впоследствии всемирно известный писатель.
В 2006 году территория «Семи муниципалитетов Плато» была поделена между провинциями Виченца и Тренто. Азиаго осталось в провинции Виченца.

## Спорт
В городе есть ледовый дворец «Стадио Одегар», который является домашней ареной хоккейного клуба «Азиаго», выступающего в Серии А.